# Giora Becher
Giora Becher (Israel, 7 de fevereiro de 1950) é um cientista político e diplomata israelense. É embaixador de Israel no Brasil.

## Biografia
Em 1971 concluiu o bacharelato em Psicologia e Ciências Políticas na Universidade de Tel-Aviv e em 1995, o mestrado em Ciências Políticas na Universidade de Haifa. É casado com a Sra. Rachel e pai de três filhos.
No mesmo ano de 1995, graduou-se pelo Colégio Israelense de Defesa Nacional.
De 1978 a 1980 participou do curso de Cadete do Ministério das Relações Exteriores, assumindo em 1980, como Segundo-Secretário, um posto na Divisão de Informações do Ministério das Relações Exteriores.
No período de 1982 a 1984, serviu como Segundo-Secretário na Embaixada de Israel na República Dominicana e de 1984 a 1987, como Primeiro-Secretário para assuntos culturais, de imprensa e informações na Embaixada de Israel na Argentina.
De 1987 a 1988, como Primeiro-Secretário, trabalhou na Divisão da América Latina, no Ministério das Relações Exteriores, em Jerusalém e em 1988, como Conselheiro, trabalhou na Divisão de Informações do Ministério, até 1989.
Em 1989 foi nomeado Chefe do Consulado de Israel em Bombay, Índia, onde permaneceu até 1992.
De fevereiro a setembro de 1992, esteve como Encarregado de Negócios na nova Embaixada de Israel em Nova Délhi.
Em 1995 assumiu a diretoria do Departamento de Desarmamento e Controle de Armas no Ministério das Relações Exteriores, onde permaneceu até 1999. Durante este tempo foi também membro da delegação israelense junto às Assembléias das Nações Unidas, tratando de assuntos de desarmamento e segurança regional.
De 1999 a 2000, dirigiu a Divisão de Segurança Regional e Controle de Armas no Ministério das Relações Exteriores.
Em 2000 foi nomeado Cônsul-Geral de Israel na Filadélfia - Estados Unidos, onde permaneceu até 2004 .
De 2004 a 2005, na qualidade de Ministro, trabalhou na Divisão de Assuntos Estratégicos no Ministério das Relações Exteriores de Israel.
De 2005 a 2008 – Dirigiu o Departamento da Região da Ásia do Sul e Sul Este no Ministério das Relações Exteriores.
Em novembro de 2008 assumiu o cargo de Embaixador de Israel na República Federativa do Brasil.